# قاعة ساربيني
قاعة ساربيني (بالإندونيسية: Balai Sarbini) هي عبارة عن قاعة مسقوفة وقاعة للحفلات الموسيقية تقع في وسط جاكرتا. كان المبنى محاطًا بمركز التسوق الشامل بلازا سيمنغاي.

## التاريخ
قام الرئيس سوكارنو في عام 1965 ببناء قاعة ساربيني وجيدونج المخضرم المجاور لمبنى المحاربين القدامى، والمعروفة أيضًا باسم برج غراها بورنا يودا، لفيلق قدامى المحاربين في إندونيسيا، الذي أنشأه سوكارنو في عام 1957 لرعاية مصالح قدامى المحاربين الذين قاتلوا ضد العدوان الأجنبي للحفاظ على استقلال إندونيسيا. كان هذا يعني في بداية التقدير بالنسبة لأولئك الذين شاركوا في حرب العصابات 1945-1949 ضد هولندا، على الرغم من أنها شملت لاحقًا أيضًا مقاتلي حملة لإريان جايا (1961-1963) ومواجهة إندونيسيا وماليزيا (1963-1966).
وضع الرئيس سوكارنو الحجر الأول لقاعة ساربيني وجيدونج المخضرم في 6 يناير 1965. تأخر نقص التمويل في المشروع حتى عام 1973 عندما تم افتتاحه من قبل الرئيس سوهارتو في 11 مارس 1973. كان المهندس المعماري للمبنى إير موريديكو. تم تسمية اسم ساربيني على اسم الفريق ساربيني (1914-1977) الذي كان مسؤولاً عن وزارة شؤون المحاربين القدامى عندما بدأ مشروع المبنى الأصلي.
في عام 2000 بعد مرحلة التنشيط التي لا تغير هيكل وحالة المبنى، ظهرت القاعة في وجهها الجديد. هو ليس مبنى أثري تاريخي فحسب، بل هو المكان الأكثر تمثيلا في جاكرتا لممارسة الأنشطة الثقافية. علاوة على ذلك يمكن أن يولد إيرادات لإندونيسيا.
لتعزيز أدائها كمركز للأنشطة الثقافية، دعت إدارة قاعة ساربيني الاستشاريين الصوتيين لترقية النظام الصوتي داخل القاعة الرئيسية.
في 23 فبراير 2004 وقعت الرئيسة ميجاواتي سوكارنوبوترى لوحة لإحياء ذكرى افتتاح القاعة الجديدة. من هذه المرحلة الزمنية يتوقع الإندونيسيون أن تصبح القاعة المكان المفضل لدى محبي الفنون والأداء الإندونيسيين للقيام بأنشطتهم.